# Gilles II de Beaumetz
Pour les articles homonymes, voir Beaumetz (homonymie).
Gilles II de Beaumetz est le fils de Gilles Ier de Beaumetz et Agnès de Coucy. Il est seigneur de Beaumetz et Bapaume.

## Histoire
En 1239, Gilles II de Beaumetz reconnaît avoir vendu à Robert, comte d'Artois, sa terre de Coullemont.

## Généalogie
Il épousa Jeanne de Bailleul fille de Jacques Seigneur de Bailleul en Hainaut. Ils eurent pour enfants Gilles III et Robert.
Il est encore vivant en 1267.